# Super Bowl XXV
Super Bowl XXV var den 25:e upplagan av Super Bowl, finalmatchen i amerikansk fotbolls högsta liga, National Football League, för säsongen 1990. Matchen spelades den 27 januari 1991 mellan Buffalo Bills och New York Giants, och vanns av New York Giants. De kvalificerade sig genom att vinna slutspelet i konferenserna American Football Conference respektive National Football Conference. Båda lagen räknas som New York-lag, trots att Giants spelar sina hemmamatcher i New Jersey, och det var första gången som två lag från samma delstat möttes i Super Bowl.
I slutsekunderna missade Buffalo Bills ett field-goal, ett skott mot mål, som skulle gett dem ledningen och en säker vinst. Istället gick bollen utanför till höger, på engelska "wide right". "Wide Right" har senare blivit ett smeknamn på hela matchen, som också kallas "the Miss", ungefär "missen", av Buffalo Bills supportrar.
Värd för Super Bowl XXV var Tampa Stadium i Tampa i Florida.
Slantsinglingen gjordes av Pete Rozelle, som ledde högsta ligan National Football League mellan 1960 och 1989. Samtidigt fick priset för mest värdefulle spelare namnet Pete Rozelle Trophy, som efter matchen tilldelades Giant-spelaren Ottis Anderson.
Whitney Houston sjöng nationalsången och för halvtidsunderhållningen stod New Kids on the Block.